# Mimosa colombiana
Mimosa colombiana är en ärtväxtart som beskrevs av Nathaniel Lord Britton och Ellsworth Paine Killip. Mimosa colombiana ingår i släktet mimosor, och familjen ärtväxter. Inga underarter finns listade i Catalogue of Life.